# Shahrestān-e Zābol
Shahrestān-e Zābol (persiska: شهرستان زابل, زابل) är en delprovins (shahrestan) i Iran.   Den ligger i provinsen Sistan och Baluchistan, i den östra delen av landet, 1 000 km sydost om huvudstaden Teheran.
Delprovinsen hade 165 666 invånare 2016.